# Philippa Beams
Philippa Beams est une joueuse professionnelle de squash représentant la Nouvelle-Zélande. Elle atteint le 8e rang mondial en janvier 2005. Elle est championne de Nouvelle-Zélande en 1993 et 1994, succédant à la légende Susan Devoy et ses dix titres consécutifs.

## Palmarès

### Titres
- Championnats de Nouvelle-Zélande : 2 titres (1993, 1994)

### Finales
- Championnats du monde par équipes: 1992